# Camponotus cilicicus
Camponotus cilicicus (лат.) — вид муравьёв рода кампонотус (Camponotus) из подсемейства формицины (Formicinae).

## Распространение
Ближний Восток: Израиль, Ирак, Турция.

## Описание
Тело от коричневого до чёрного. Скапус, щёки и голени без отстоящих волосков, а на щеках они есть. Рабочие муравьи имеют длину 7,3—12,0 мм, длина головы = 1,80—3,20 мм, ширина головы = 1,41—3,13 мм. Вид был впервые описан в 1908 году итальянским мирмекологом Карло Эмери по материалам из Турции.